# Formação Bearpaw
A Formação Bearpaw, também chamada de Bearpaw Shale, é uma formação geológica do período Cretáceo Superior (Campaniano). Ela aflora no estado americano de Montana, bem como nas províncias canadenses de Alberta e Saskatchewan, e foi nomeada em homenagem às Montanhas Bear Paw em Montana. Inclui uma ampla gama de fósseis marinhos, bem como os restos de alguns dinossauros. É conhecida por suas amonites fósseis, algumas das quais são extraídas em Alberta para produzir a pedra preciosa orgânica amolite.

## Descrição
A formação foi depositada no Mar Bearpaw, que fazia parte do Mar Interior Ocidental que avançou e depois recuou pela região durante o andar Campaniano. É composto principalmente de xistos cinza-escuros, argilitos, argilitos siltosos e siltitos, com arenitos siltosos subordinados. Também inclui concreções estratificadas e nodulares (concreções calcárias e de ferro) e finas camadas de bentonita. À medida que o mar recuava em direção ao sudoeste, os sedimentos marinhos do Bearpaw foram cobertos pelos sedimentos deltaicos e da planície costeira das formações sobrejacentes.
A Formação Bearpaw se sobrepõe conformemente à Formação Dinosaur Park do Grupo Belly River no centro de Alberta, e à Formação Judith River nas planícies a leste e Montana. É sobreposta pela Formação Horseshoe Canyon no centro de Alberta; pela Formação Blood Reserve e pela Formação St. Mary River no sul de Alberta; pela Formação Eastend no sul de Saskatchewan; e pela Formação Fox Hills em Montana. A leste, ela se funde com o Pierre Shale.

### Paleofauna
A formação é rica em dinossauros que viviam nas regiões costeiras de Laramidia, adjacentes ao Mar Interior Ocidental. Entre os primeiros temos o ornitópodes Brachylophosaurus, Prosaurolophus e Kritosaurus; o paquicefalossaurídeo Stegoceras, o anquilossauriano Edmontonia e o terópode Daspletosaurus.
Representando habitantes marinhos do mar interior de Bearpaw temos os plesiossauros Albertonectes, Nakonanectes, Terminonatator e Dolichorhynchops; os mosassauros Mosasaurus, Prognathodon, Plioplatecarpus e Tylosaurus. Vários fósseis de amonites também foram encontrados.